# طوطی جاندایا

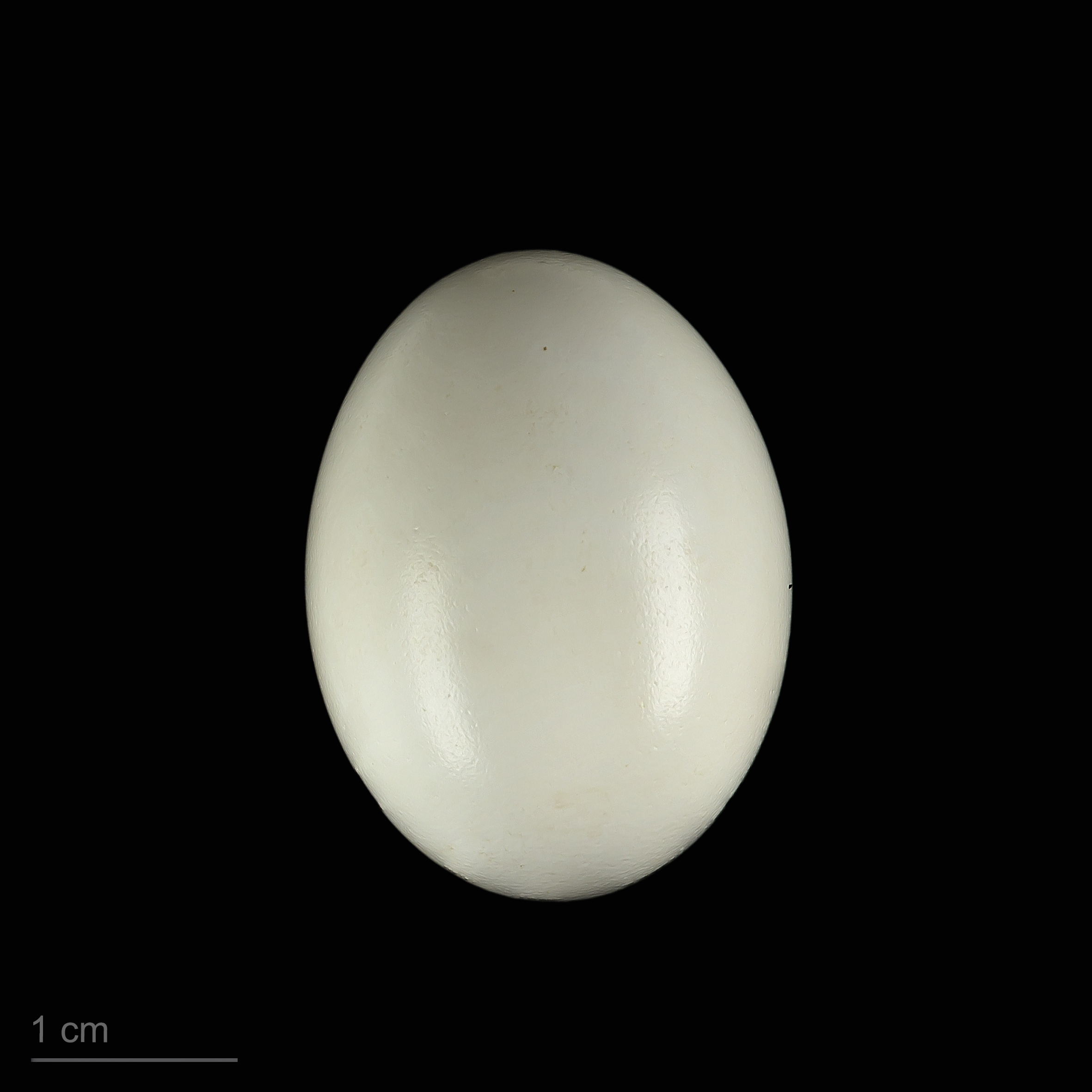
Aratinga jandaya

طوطی جاندایا (نام علمی: Aratinga jandaya) نام یک گونه از سرده دم‌قیفی‌ها است.